# Katedra Narodzenia Najświętszej Maryi Panny w Trebinju
Katedra Narodzenia Najświętszej Maryi Panny (bośn./chorw. Katedrala Rođenja Male Gospe) – rzymskokatolicka katedra diecezji trebinjsko-mrkanskiej. Znajduje się w Trebinju, w Bośni i Hercegowinie, na terenie Republiki Serbskiej.

## Historia
Budowa obecnego kościoła katolickiego w Trebinje została rozpoczęta w 1880 roku, a pierwsze nabożeństwo, zostało odprawione w dniu 7 czerwca 1884, kiedy to świątynia została konsekrowana. Świątynia jest poświęcona Narodzeniu Najświętszej Maryi Panny; to święto znane w lokalnym języku, jako Mala Gospa. W tym samym czasie, co kościół został zbudowany dom parafialny. W 1904 roku, dwie przybudówki lub zakrystie zostały wzniesione obok prezbiterium kościoła. W czasie I wojny światowej kościół był w bardzo złym stanie, a remonty zostały przeprowadzone w 1917 roku. W tym samym czasie został sporządzony projekt dwóch dzwonnic. Miały zostać zbudowane od strony wschodniej kościoła, przy elewacji wejściowej. Dzisiejsza dzwonnica, która jest mniejszej wielkości i znajduje się na dziedzińcu między kościołem a domem parafialnym, została zbudowana w 1928 roku. W 1984 roku, na mocy decyzji Stolicy Apostolskiej, kościół – który do tej pory był świątynią parafilną parafii Trebinje – został mianowany kościołem katedralnym diecezji trebinjsko-mrkanskiej z siedzibą w Trebinju, z okazji 1000-lecia diecezji Trebinje.